# Margit-sziget (Jászberény)
A Margit-sziget Jászberényben fekvő közterület, amelyet a Zagyva folyó két ága fog közre, s a Hatvani út, Pethes Imre út és Riszner József sétány által határolt területen fekszik.

## Története
A 19. század végéig Sipos-szigetként volt ismert, majd Schönfeld Ferenc vendéglős vásárolta meg, akinek Margit nevű leánya után kapta jelenlegi nevét. (Később Május 1.-sziget lett a hivatalos elnevezése, a korábbi nevét 1990 körül kapta vissza.) A sziget főbejáratánál állították fel 1961-ben a jászberényi születésű Déryné Széppataki Róza színésznő mellszobrát (Vasas Károly alkotása). A szigeten 1959-re építették fel a vízművet, ami akkor egy gépházból, egy 400 köbméteres alacsony tárolóból és egy 100 köbméteres hidroglóbuszból állt. A jelenlegi víztorony 1974-ben épült és 850 köbméter kapacitású. 2014-ben ugyanitt egy tornapályát is felavattak.

## Növény- és állatvilág
A szigeten korábban ártéri keményfás ligeterdő volt található, melyből jelenleg a magyar kőris (Fraxinus angustifolia subsp. pannonica) idősebb példányai maradtak csak meg. Ezen kívül többnyire idegenhonos fák állnak a parkban, így pl. japánakác (Sophora japonica), közönséges platán (Platanus hybrida), nyugati ostorfa (Celtis occidentalis) és zöld juhar (Acer negundo). A terület 2003 óta helyi oltalom alatt áll, a parkban védett madárközösségek is élnek, valamint a vízitök (Nuphar lutea) 300-400 tőből álló populációja is megtalálható a Zagyvának eme szakaszán.